# (Acetil-KoA karboksilaza) kinaza
(acetil-KoA karboksilaza) kinaza (EC 2.7.11.27, acetil koenzim A karboksilaza kinaza (fosforilacija), acetil-KoA karboksilaza vezana kinaza, acetil-KoA karboksilazna kinaza, acetil-KoA karboksilazna kinaza (cAMP-nezavisna), acetil-KoA karboksilazna kinaza 2, acetil-KoA karboksilazna kinaza-2, acetil-KoA karboksilazna kinaza-3 (AMP-activated), acetil-koenzim A karboksilazna kinaza, ACK2, ACK3, AMPK, I-peptid kinaza, STK5) je enzim sa sistematskim imenom ATP:(acetil-KoA karboksilaza) fosfotransferaza. Ovaj enzim katalizuje sledeću hemijsku reakciju
ATP + [acetil-KoA karboksilaza] {\displaystyle \rightleftharpoons } ADP + [acetil-KoA karboksilaza] fosfat
Ovaj enzim fosforiliše i inaktivira EC 6.4.1.2, acetil-KoA karboksilazu.

## Literatura
- Nicholas C. Price; Lewis Stevens (1999). Fundamentals of Enzymology: The Cell and Molecular Biology of Catalytic Proteins (Third изд.). USA: Oxford University Press. ISBN 019850229X.
- Eric J. Toone (2006). Advances in Enzymology and Related Areas of Molecular Biology, Protein Evolution (Volume 75 изд.). Wiley-Interscience. ISBN 0471205036.
- Branden C; Tooze J. Introduction to Protein Structure. New York, NY: Garland Publishing. ISBN 0-8153-2305-0.
- Irwin H. Segel. Enzyme Kinetics: Behavior and Analysis of Rapid Equilibrium and Steady-State Enzyme Systems (Book 44 изд.). Wiley Classics Library. ISBN 0471303097.
- William P. Jencks (1987). Catalysis in Chemistry and Enzymology. Dover Publications. ISBN 0486654605.

## Spoljašnje veze
- (acetyl-CoA+carboxylase)+kinase на 